# Bufonia perennis
Bufonia perennis är en nejlikväxtart. Bufonia perennis ingår i släktet Bufonia och familjen nejlikväxter.

## Underarter
Arten delas in i följande underarter:
- B. p. mauritanica
- B. p. perennis
- B. p. tuberculata